# Palazzo Partanna
Il Palazzo Partanna è un palazzo monumentale di Napoli in piazza dei Martiri.
Eretto nel XVIII secolo da Mario Gioffredo a cui il duca di Paduli aveva affidato il compito di ingrandire e modificare un'abitazione acquistata fuori "Porta di Chiaia".

Ricostruito nel XIX secolo dal Niccolini per Lucia Migliaccio, moglie morganatica di Ferdinando I di Borbone e, appena prima, vedova del principe Benedetto Maria III Grifeo di Partanna (da qui l'intitolazione del Palazzo).
Venne gravemente danneggiato dai bombardamenti durante la Seconda Guerra Mondiale, perdendo quasi tutti gli affreschi che ornavano le sale del piano nobile.
Il portale è opera di Mario Gioffredo con  firma sulla colonna sinistra. Fra le caratteristiche dell'interno le decorazioni neoclassiche.
Restaurato nel 1996, nel palazzo hanno sede l'Unione Industriali, l'ANCE Napoli, la Galleria di arte moderna di Lucio Amelio; nel 2014 diventa sede di Banca Fideuram e nel 2016 sede regionale di Banca Aletti. Dal 2019 è diventata anche la Sede dell'Ordine degli Ingegneri della Provincia di Napoli.